# Zehra Çırak
Zehra Çırak (Istanbul, 1960) est une femme de lettres turco-allemande.
Elle arriva en Allemagne avec sa famille en 1963 et à Berlin en 1982. Elle commença ses publications dans la revue Flugfänger.

## Œuvres
- Flugfänger, Gedichte, Edition artinform, 1988
- Vogel auf dem Rücken eines Elefanten, Gedichte, Kiepenheuer & Witsch, Köln 1991
- Fremde Flügel auf eigener Schulter, Gedichte, Kiepenheuer & Witsch, Köln 1994)
- Leibesübungen, Gedichte, Verlag Kiepenheuer & Witsch, Köln 2000
- In Bewegung, Gedichte und Prosaminiaturen  Verlag Hans Schiler, Berlin 2008
- Der Geruch von Glück, Erzählungen, Verlag Hans Schiler, Berlin 2011

## Prix
- Friedrich-Hölderlin-Förderpreis, 1993
- Prix Adalbert-von-Chamisso, 2001